# Taartgooien

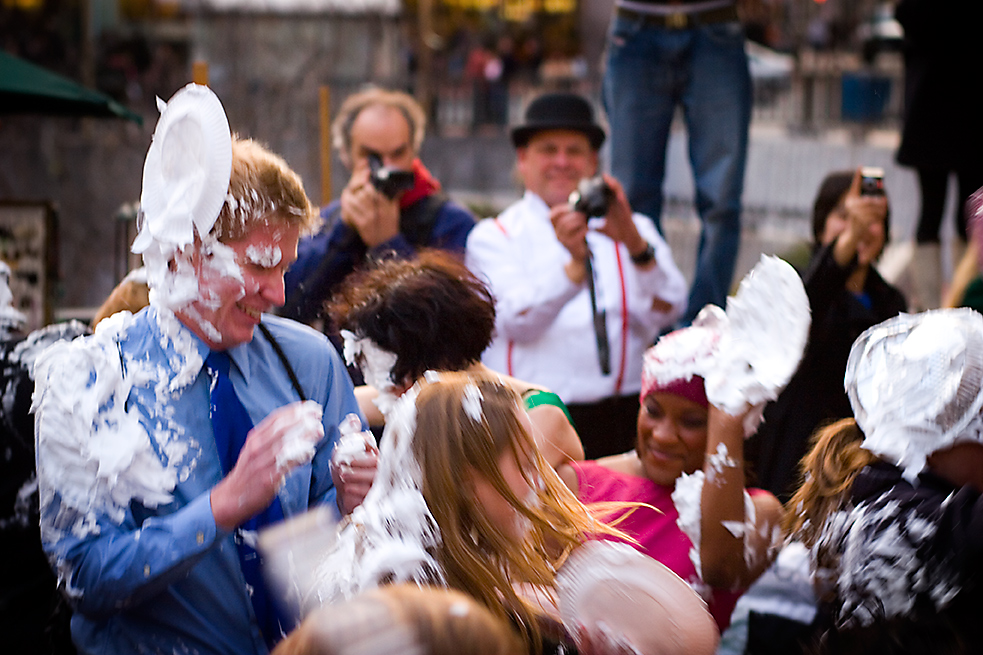
Een taartgevecht

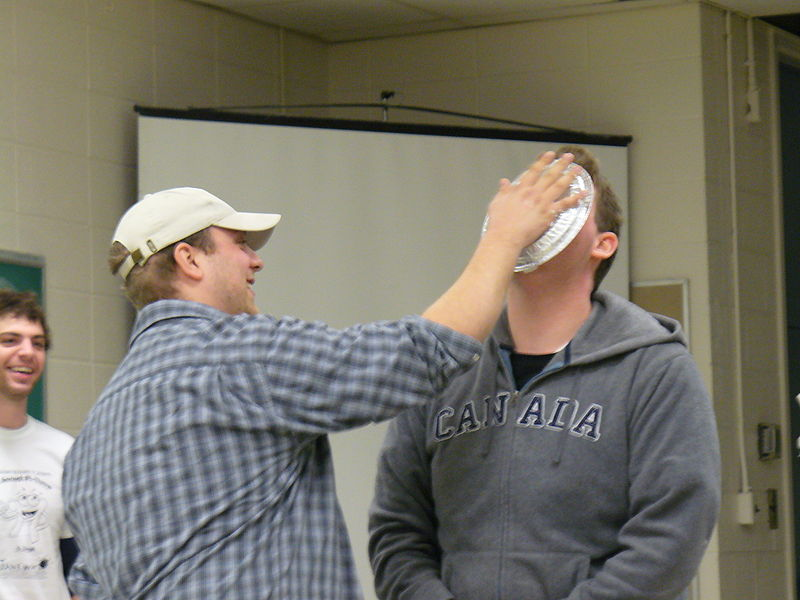
Vrijwillige taartgooi bij een studentikoos weldadigheidsevenement

Taartgooien of taarten is een handeling waarbij iets of iemand wordt bekogeld met taart. Het meest voorkomende fenomeen is het gooien ofwel drukken van een taart in iemands gezicht. Hierbij worden meestal slagroomtaarten gebruikt.
Taartgooien is een ludieke actie die kan gebruikt worden om hoofdzakelijk twee redenen:
1. Een daad van amusement, soms om geld voor een goed doel op te halen.
2. Een politiek actiemiddel als protest tegen politici, ondernemers of anderen.

Er zijn tegenstanders die het als voedselverspilling bestempelen.

## Amusement: film, taartgevechten, goede doelen
Taartgooien komt voort uit de slapstickkomedie, een filmgenre dat in het Nederlands ook wel bekendstaat als een 'gooi- en smijtfilm'. Het taartgooien in films is later in het echt overgenomen voor het amusement in de vorm van taartgevechten. Nog later kwam het taartgooien ook voor bij weldadigheidsevenementen, door iemand tegen betaling een taart in het gezicht te drukken; dit geld gaat dan naar een goed doel.

## Politiek actiemiddel
Taartgooien is buiten de amusementswereld in zwang geraakt om te protesteren tegen bepaalde personen. Het geldt als een speelse -en ook wel vriendelijke- variant op het gooien met modder. In dit verband wordt het werkwoord "taarten" gebruikt. Zo zijn de afgelopen jaren verschillende politici en ondernemers door tegenstanders getaart, onder anderen Henk Vonhoff (1980), Frits Bolkestein (1998), Bill Gates (1998), Gerrit Zalm (1999), koning Karel XVI Gustaaf van Zweden (2001), Pim Fortuyn (2002), Elio Di Rupo (2005 en 2012), Wijnand Duyvendak (2008) en aartsbisschop van Mechelen-Brussel André Léonard (2010).

### Pim Fortuyn
Fortuyn kreeg op 14 maart 2002 bij de presentatie van zijn boek annex verkiezingsprogramma De puinhopen van acht jaar Paars taarten in het gezicht gedrukt door activisten die daarbij riepen "Op naar de NUL zetels!" en "Geef racisme geen stem!" Na de moord op Fortuyn werd de beveiliging rondom politici in Nederland aangescherpt, waardoor taartacties vrijwel onmogelijk zijn geworden.

### Taartgroepen
- De Belg Noël Godin is de 'peetvader' van het taarten sinds 1969. Zijn actiegroep is verantwoordelijk voor de 'aanslagen' op Nicolas Sarkozy (1997), Bill Gates (1998) en Bernard-Henri Lévy (zes maal tussen 1985 en 2000).
- De actiegroep TAART (Tegen Autoritaire Anti-Revolutionaire Types) heeft enkele taartgooiacties opgeëist, waaronder die op minister Gerrit Zalm. TAART is verbonden aan het Leidse Eurodusnie.
- Een andere bekende groep was Banketbakkers zonder grenzen van Kees Hudig, die in oktober 2000 de Amsterdamse wethouder Pauline Krikke taartte.
- De taarters van Fortuyn werkten onder de naam Biologische Bakkers Brigade.

### Wetgeving
In België is taartgooi een strafbare overtreding, ook als er geen klacht wordt ingediend voor belediging (laster). Met ingang van 1 april 2005 valt het onder de gemeentelijke administratieve sancties. Artikel 563 van het Strafwetboek heeft het over: Daders van feitelijkheden of lichte gewelddaden, mits zij niemand gewond of geslagen hebben en mits de feitelijkheden niet tot de klasse van de beledigingen behoren; in het bijzonder zij die opzettelijk, doch zonder het oogmerk om te beledigen, enig voorwerp op iemand werpen dat hem kan hinderen of bevuilen. De basisstraf is één tot zeven dagen gevangenis of 15 tot 25 euro boete (te vermenigvuldigen met opcentiemen). Taartgooiers worden (werden) meestal echter niet vervolgd om ze de bijkomende aandacht niet te gunnen.
Ook in Nederland is taarten strafbaar; zo werden de taarters van Wijnand Duyvendak (drie leden van actiegroep Voorpost) opgepakt op verdenking van openlijke geweldpleging.